# Élection présidentielle camerounaise de 2004
L' élection présidentielle camerounaise de 2004 s'est déroulée le 11 octobre.

## Résultats
| Candidat                           | Candidat                     | Parti                                            | Voix      | %      |
| ---------------------------------- | ---------------------------- | ------------------------------------------------ | --------- | ------ |
|                                    | Paul Biya                    | Rassemblement démocratique du peuple camerounais | 2 665 359 | 70,92  |
|                                    | Ni John Fru Ndi              | Front social démocrate                           | 654 066   | 17,40  |
|                                    | Adamou Ndam Njoya            | Union démocratique du Cameroun                   | 168 318   | 4,48   |
|                                    | Garga Haman Adji             | Alliance pour la démocratie et le développement  | 140 372   | 3,74   |
|                                    | Autres candidats (12)        | Autres candidats (12)                            | 130 106   | 3,46   |
| Total (participation 82,23%)       | Total (participation 82,23%) | Total (participation 82,23%)                     | 3 758 221 | 100,00 |
| Source: African Elections Database |                              |                                                  |           |        |